# Dienersdorf
Dienersdorf là một đô thị thuộc huyện Hartberg thuộc bang Steiermark, nước Áo. Đô thị Dienersdorf có diện tích 7,06 km², dân số thời điểm cuối năm 2005 là 355 người.